# Mankells Wallander: Todesengel
Todesengel (schwedisch: Dödsängeln) ist ein schwedisch-deutscher Fernsehfilm aus dem Jahr 2010.
Es handelt sich um die neunte Folge der zweiten Staffel, also die insgesamt zweiundzwanzigste Folge der schwedischen Kriminalserie Mankells Wallander mit Krister Henriksson in der Hauptrolle. Die Erstaufführung in Schweden fand am 20. Januar 2010 auf TV4 statt; die deutschsprachige Erstausstrahlung erfolgte am 22. April 2011 auf Das Erste.

## Handlung
Im Mädchenchor von Ystad herrscht schlechte Stimmung: Die Chorleiterin Bodil Jensen sorgt mit ihren musikalischen Ansprüchen für Unmut, zwischen einzelnen Sängerinnen herrscht Streit. Als Miranda Dahno verschwindet, werden Wallander und Martinsson um Hilfe gerufen. Miranda hat ihre Tasche mitgenommen, aber dafür ihre Jacke liegengelassen. Ihre Eltern erzählen, dass Miranda schon öfters verschwunden ist. Ihre Mutter hatte gehofft, dass der Chor sie von Schwierigkeiten fernhalten würde. Auf den ersten Blick sieht es nach einem freiwilligen Verschwinden aus, doch Wallander lässt trotzdem ermitteln. Wallander findet in Mirandas Zimmer eine Halskette mit einem halben Herzen; Liebende tragen eine solche Kette. Martinsson findet heraus, dass Miranda in den letzten drei Tagen 38-mal von einem Johan Rasmusson angerufen wurde.
Im Chor bekommt Mirandas Freundin Lina Mårtensson ihren Solopart.
Als Wallander und Isabell Johan Rasmusson verhören, sagt er, dass Miranda und er ein Paar waren, er aber Schluss gemacht hätte; sonst ist aber nichts Verwertbares aus ihm herauszubekommen. In der Zwischenzeit findet Martinsson heraus, dass Johan Rasmusson in drei verschiedenen Fällen wegen Körperverletzung verurteilt wurde.
Miranda ist inzwischen in einem Keller gefangen, schafft es aber, zu fliehen.
Wallander und Isabell wollen Johan Rasmusson wegen seiner Verurteilungen erneut verhören, treffen ihn aber nicht mehr an.
Pontus entdeckt einen Internetgästebucheintrag, in dem jemand vor dem nächsten Konzert am Abend schreibt, der Chor würde ohne Kanacken besser klingen; anscheinend weiß jemand von Mirandas Verschwinden. Die Polizei startet eine Suchaktion. Wallander gegenüber sagt Lina aus, es sei Miranda gewesen, die mit Johann Schluss gemacht hätte. Isabell erfährt von Bea, einem anderen Mädchen im Chor, Miranda hätte ihr Johann ausgespannt; Johann wäre früher Skinhead gewesen. Chorleiterin Bodil Jensen erzählt, Lina wäre als Kind wegen eines Mannes von ihrer Mutter verlassen worden. Nach dem Konzert in der Kirche schleicht noch einer der Konzertbesucher in der Kirche rum.
Als Martinsson bei Johann zuhause wartet, flüchtet dieser zunächst, wird aber von Martinsson gestellt. Wallander konfrontiert ihn damit, dass Miranda die Beziehung beendet hat, und mit dem Gästebucheintrag im Internet. Obwohl Johann sich in Lügen verstrickt und Aggressionspotential zeigt, will Wallander ihn gehen lassen. Als Johann nach Hause kommt, wird er von Mirandas Vater und dessen Bruder unter Druck gesetzt, die ihn tätlich angreifen.
Bodil Jensen will mit Lina reden und fragen, wie es ihr geht, doch diese zeigt sich abweisend. Am nächsten Tag erfahren Wallander und seine Kollegen, dass Lina verschwunden ist. Wallander findet in Linas Zimmer eine solche Kette mit einem halben Herzen, wie er sie auch bei Miranda gefunden hat. Isabell erfährt von einem Zeugen, dass am Abend zuvor ein unbekanntes Auto geparkt hat, das auf einen Thomas Hammar zugelassen ist, und hinterlässt Wallander eine Nachricht auf der Mailbox, dass sie Thomas Hammar überprüfen will. Bea erzählt, dass Lina am Abend vorher mit einem Fremden gesprochen hat; es war der Konzertbesucher, der nach dem Konzert in der Kirche rumgeschlichen war.
Inzwischen wird Lina in einem Keller gefangengehalten.
Als Wallander Isabelles Nachricht abhört, fährt er ihr mit Martinsson nach. Als Isabell Thomas Hammar aufsuchen will, findet sie bei ihm Fotos von Lina und wird beinahe von ihm überwältigt, doch können Wallander und Martinsson eingreifen. Während seines Verhörs wird im Wald die Leiche von Miranda gefunden. Sie ist seit maximal 24 Stunden tot; Todesursache war ein Sturz oder ein Schlag auf den Kopf. Thomas Hammar gibt an, dass er von den beiden Mädchen nur Lina kannte, sie sei seine Tochter und er hätte sie das letzte Mal gesehen, als sie drei Monate alt war. Nach dem Konzert hätte er Lina lediglich nach der Uhrzeit gefragt und nicht geschafft, ihr die Wahrheit zu sagen. Isabell macht ihm lautstark Vorwürfe, als Wallander sie bremst, erzählt sie ihm, das ihr Vater auch abgehauen ist, als sie klein war. Da Thomas Hammars Vaterschaft aktenkundig ist, lässt man ihn laufen. Wallander erzählt ihm, dass Miranda tot und Lina verschwunden ist, und verspricht ihm, ihn auf dem Laufenden zu halten.
Bodil Jensen schickt die Mädchen des Chors wegen der Umstände nach Hause und bleibt noch, um abzuschließen. Da bekommt Lina in dem Keller, in dem sie gefangen ist, Besuch von Bodil Jensen. Diese sagt, Lina sei selber schuld dran, dass sie jetzt gefangen ist und dass sie sie liebt. Als Wallander Linas Kette betrachtet und sich fragt, ab Miranda und Lina verliebt ineinander waren, meint Katarina Ahlsell, dass Liebe weder Alter noch Geschlecht kennt. Da fragt sich Wallander, warum Bodil Jensen noch zum Abschließen geblieben ist.
Als Bodil Jensen Linas Fesseln losmacht, geht Lina auf sie los. Während Lina Miranda bewundert hätte, hätte Miranda sich gleichzeitig auf Kerle eingelassen; Bodil Jensen hätte Lina von ihr befreit. Als sie mit Lina in die Schulküche geht, um sie mit einem Messer zu erstechen, sucht auch Wallander die Schule auf. Gleichzeitig taucht auch Thomas Hammar auf und überwältigt Bodil Jensen.
Isabell und Wallander begleiten Lina ins Krankenhaus, als sie ihren Vater besucht, der bei dem Vorfall verletzt wurde. Als Wallander Isabell fragt, ob alles in Ordnung ist, bejaht sie dies.

## Kritiken
„(Fernsehserien-)Krimi nach einer Kurzgeschichte von Henning Mankell, dicht erzählt, aufmerksam im Umgang mit der musikalischen Untermalung. - Ab 14.“